# Дінкулешть
Дінкулешть, Дінкулешті (рум. Dinculești) — село у повіті Арджеш в Румунії. Входить до складу комуни Пояна-Лакулуй.
Село розташоване на відстані 116 км на захід від Бухареста, 12 км на південний захід від Пітешть, 90 км на північний схід від Крайови, 116 км на південний захід від Брашова.

## Населення
За даними перепису населення 2002 року у селі проживали 395 осіб, усі — румуни. Усі жителі села рідною мовою назвали румунську.